# Massifs cristallins externes

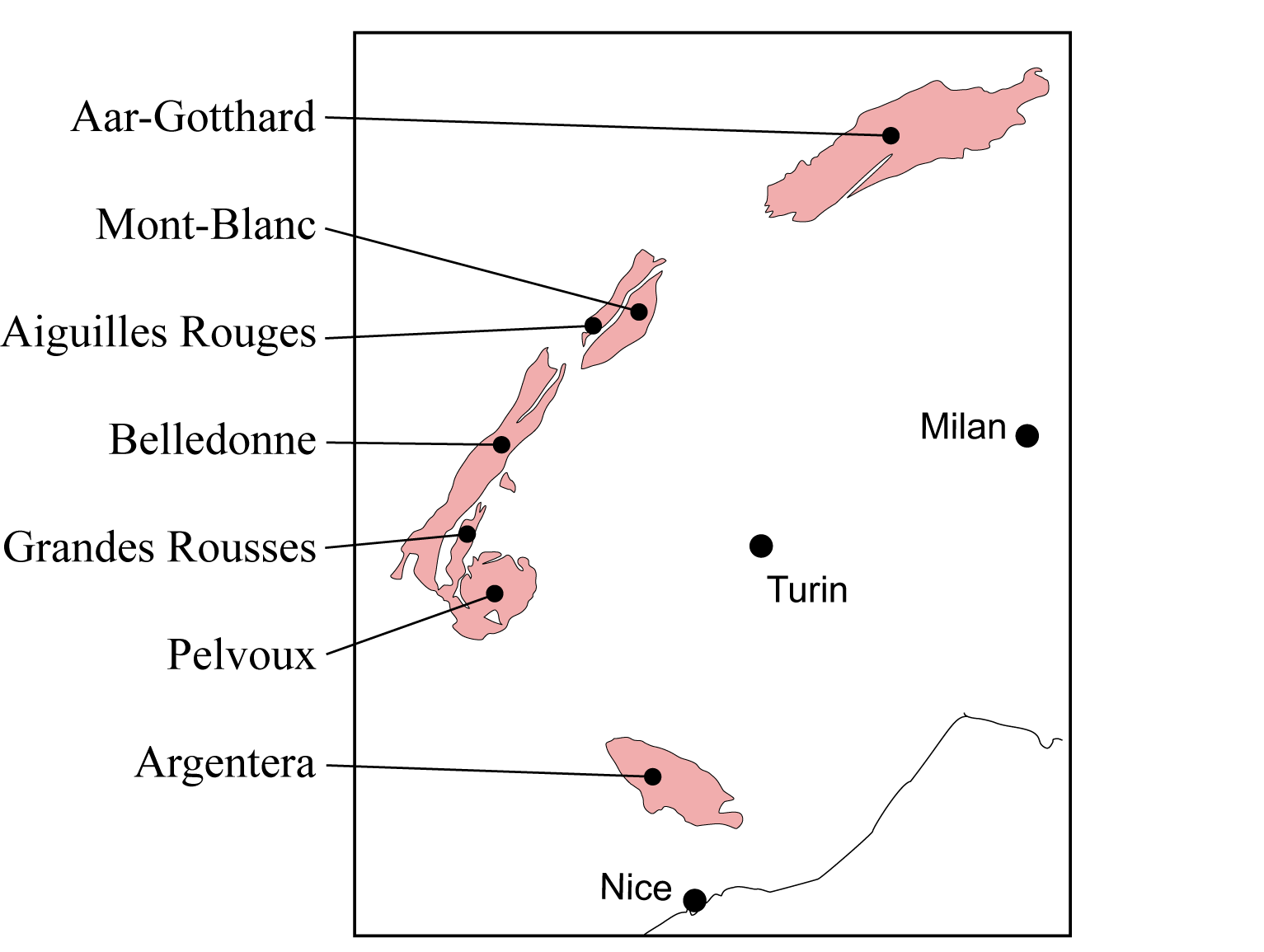
Les massifs cristallins externes des Alpes occidentales

Les massifs cristallins externes rassemblent les massifs centraux des Alpes situés en position externe et formant une partie des plus hauts massifs des Alpes. Ils se distinguent des autres massifs internes par leur plus faible charriage car ils appartenaient au socle du domaine delphino-helvétique. Ce sont des massifs essentiellement cristallins composés en grande partie de granite et de gneiss d'âge paléozoïque mais qui incorporent aussi des séries sédimentaires du même âge ainsi que des couvertures sédimentaires autochtones mésozoïques du domaine delphino-helvétique.
Du nord-est au sud-ouest, on trouve les massifs suivants :
- Aar-Gothard ;
- Massif du Mont-Blanc ;
- Aiguilles Rouges ;
- Chaîne de Belledonne ;
- Grandes Rousses ;
- Massif des Écrins (ou massif des Écrins-Pelvoux)[2] ;
- Mercantour-Argentera.